# Csárdás

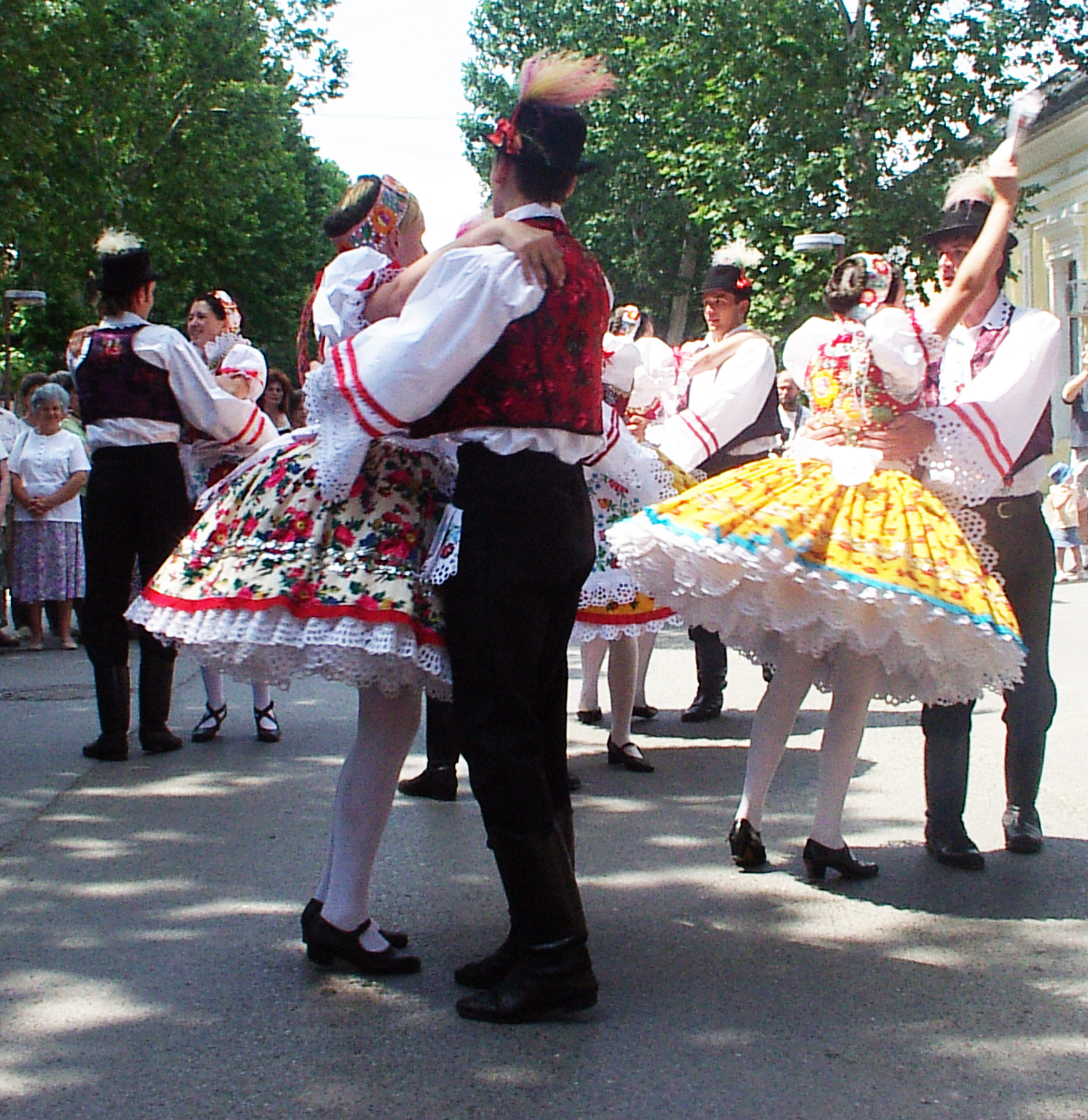
Csárdás dansad i nationaldräkt.

Csárdás är en ungersk dans. Den dansas i 2/4 takt eller 4/4 takt och har långsam inledning följd av en snabb och hetsig del.